# Eliot Matazo
Eliot Matazo (ur. 15 lutego 2002 w Woluwe-Saint-Lambert) – belgijski piłkarz pochodzący z Demokratyczna Republika Konga występujący na pozycji pomocnika, reprezentant Belgii do lat 21. Wychowanek Anderlechtu.